# ポピンズ (企業)

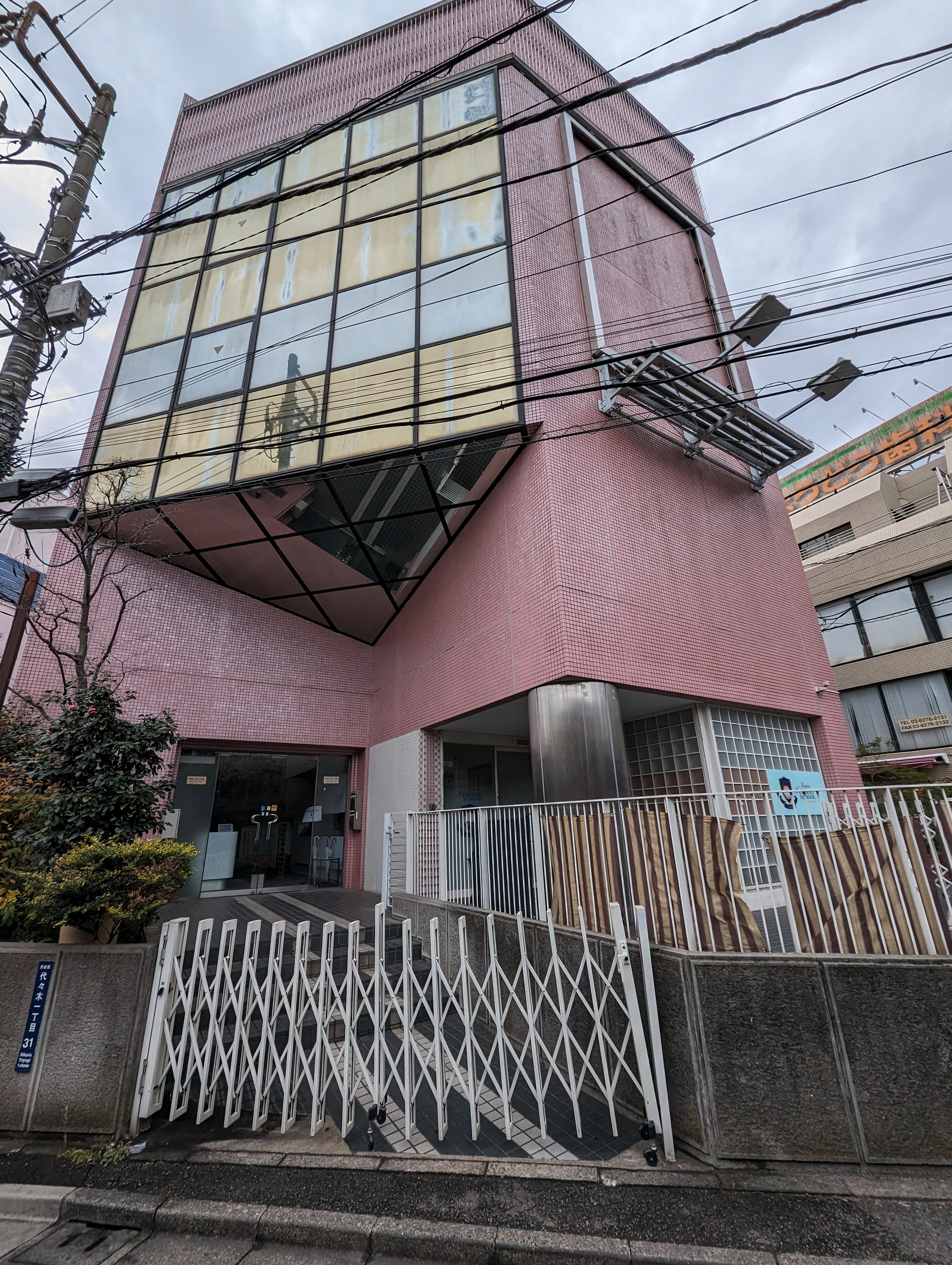
ポピンズナーサリースクール代々木（渋谷区代々木1丁目）

株式会社ポピンズは、東京都渋谷区に本社を置き、保育・介護事業を展開する企業である。

## 概要
認可保育所・認証保育所・託児所など210の保育施設を運営する。2012年度の売上高は約70億円であったが、第2次安倍政権下で規模を拡大させ2017年度は約140億円を計上、うち保育事業収入は約120億円で60億円超は補助金によるものである。
創業者である中村紀子は元テレビ朝日アナウンサーで、社長の轟麻衣子は中村の一人娘である。

## 沿革
- 1987年 - ジャフィサービス株式会社設立[6]。
- 1996年 - 株式会社ポピンズコーポレーションに改称[6]。
- 2011年 - 本社を現在地に移転、株式会社ポピンズ(初代）に改称[6]。
- 2016年10月3日 - 持株会社株式会社ポピンズホールディングスを設立[7]。
- 2022年4月1日 - 株式会社ポピンズホールディングスを株式会社ポピンズ(2代）に、株式会社ポピンズ（初代）を株式会社ポピンズエデュケアにそれぞれ商号変更[8]。
- 2023年
  - 10月20日 - 東京証券取引所スタンダード市場へ市場変更。
  - 11月22日 - 中村紀子が代表取締役会長を辞任[9]。

## 問題
国は保育所の経営実態調査から70％を人件費として補助金を算定しているが、ポピンズの人件費は2016年度調べで50％程度しかなく、
ジャーナリストの元木昌彦は疑問を呈している。

## 週刊新潮の報道による諸問題
週刊新潮の報道によると、創業者であり会長の中村紀子氏（74）とその娘で社長の轟麻衣子氏（47）に、会社の私物化と社員へのパワハラ疑惑が浮上している、との報道があった。
2021年以降、ポピンズのグループ会社の社員が、社長と会長の自宅で家事や身の回りの世話などを行うようになったが、会長や社長のお世話係となった社員たちは、業務の合間に苛烈なパワハラの被害に遭っており、その為退職者が続出、耐え切れなくなった社員らは被害状況をメモに残しており、デイリー新潮はその一部を入手し、この問題を報道した。
また、グループ会社の「ポピンズファミリーケア」が行っている、子どものお世話と教育を行うナニーサービスやシッターの派遣、家事支援業務を利用しているが、会長と社長はほぼ毎日このナニーサービスを利用しており、利用料は社員割引ということで半額になっていると掲示されているものの、利用している社員はおらず、実質的に会長と社長のための制度と化しているいう。また、社長は割引後の料金を支払っているようだが、中村会長はそれすら払っておらず、会社が肩代わりしている疑いがあり現経営陣はこれらの事情を把握しておきながら、数年間にわたり放置してきた、と報じた。更には、ポピンズのベビーシッターとして派遣された60代の女性が、1歳の男の子に暴行した容疑で書類送検される事件もあった、と報じている。
尚、新潮側が会社に取材を申し込んだところ「回答を控える」との回答があったが、その翌日に、中村が取締役および会長職を「健康上の理由」により辞任したと発表があった。
2023年11月27日に、社長は社員に対し新潮の報道について謝罪をし、会長は病状が悪化し、厳しい言動が多くなっていた、と説明。『私もポピンズも生まれ変わっていく』と涙ながらに話したという。また会社より、騒動による謝罪文も掲載された。

## 関連会社・団体
- 特定非営利活動法人NPOポピンズ 東京都渋谷区広尾5丁目6番6号 広尾プラザ5階
- 日本女性エグゼクティブ協会 東京都渋谷区広尾5丁目6番6号 広尾プラザ5階 特定非営利活動法人NPOポピンズ内[14]

## 関連人物
- 柿崎元子（元ポピンズ教育サービス部アシスタントマネージャー）